# Ullroig
La urbanització Ullroig (també anomenada el Tossal) és l'única entitat de població del municipi de Torre-serona a la comarca del Segrià.
Està situada a uns 500 metres a l'oest del nucli urbà de Torre-serona, i està compartida amb el municipi de Torrefarrera, que s'inicià al principi dels anys 1980 i on es construïren principalment cases de segona residència de gent de Lleida.